# Adobe Premiere Pro
Adobe Premiere Pro (còn gọi là Premiere Pro) là một  ứng dụng chỉnh sửa video theo thời gian được Adobe Systems phát triển và được phát hành như là một phần của chương trình cấp phép Adobe Creative Cloud. Lần đầu tiên đưa ra vào năm 2003, Adobe Premiere Pro là sự kế thừa của Adobe Premiere (phát hành lần đầu tiên trong năm 1991). Chương trình hướng tới thị trường chỉnh sửa video chuyên nghiệp, trong khi  Adobe Premiere Elements hướng đến mục tiêu thị trường người tiêu dùng.
CNN đã sớm sử dụng Adobe Premiere. Cũng trong năm 2007, BBC cũng chuyển qua dùng Premiere. Nó đã được sử dụng để sửa những bộ phim, như Gone Girl, Captain Abu Raed, và Monsters, và các buổi lưu diễn như Madonna's Confessions Tour.

## Lịch sử
Premiere Pro là phần mềm đã được thiết kế lại của Adobe Premiere, và đã ra mắt vào năm 2003. Premiere Pro cập nhật từ phiên bản vào năm 2003 và sau này, trong khi Premiere đề cập đến phiên bản trước đó. Premiere là một trong những lần đầu tiên máy tính dựa trên NLEs (non-linear editing system) với lần đầu tiên phát hành trên Mac trong năm 1991. Adobe một thời gian ngắn không hỗ trợ nền tảng Mac sau 6 phiên bản của Premiere.

## Tính năng
Premiere Pro hỗ trợ chỉnh sửa video độ phân giải cao lên đến 10.240 × 8.192, lên tới 32-bits mỗi điểm màu sắc, trong cả hai RGB và YUV. Chỉnh sửa âm thanh,hỗ trợ VST audio  và âm thanh 5.1 trộn có sẵn.Premiere Pro cắm-kiến trúc sư cho nó để xuất nhập khẩu dạng ngoài những được hỗ trợ bằng QuickTime hoặc DirectShow, hỗ trợ một loạt các video và tập tin âm thanh dạng và mã trên cả hệ điều hành MacOS, và Windows. Khi sử dụng với Cineform's Neo dòng bổ sung, nó hỗ trợ chỉnh sửa 3D với khả năng xem chất liệu 3D sử dụng màn hình 2D, trong khi làm cho cá nhân mắt trái và phải điều chỉnh.

### Tích hợp công việc
After Effects
Qua Adobe Dynamic Link, tác phẩm từ Adobe Hiệu ứng Hậu kỳ có thể nhập và chơi video trực tiếp trên Premiere Pro. After Effects khi thành phần có thể được sửa đổi và sau chuyển lại cho Premiere Pro, clip sẽ cập nhật với những thay đổi. Tương tự, dự án Premiere Pro có thể nhập vào After Effects. Có thể được sao chép giữa hai phần mềm trong khi vẫn giữ clip thuộc tính. Premiere Pro cũng có thể hỗ trợ rất nhiều tính năng bổ sung của After Effects.
Photoshop
Các tập tin của Adobe Photoshop có thể được mở trực tiếp từ Premiere Pro để chỉnh sửa. Bất kỳ thay đổi sẽ ngay lập tức sẽ được cập nhật khi tập tin Photoshop được lưu và trở lại Premiere Pro.
Adobe Story, OnLocation và Prelude
Premiere Pro quy trình công việc mang ưu điểm của dữ liệu  trong kịch bản của sản xuất một video. Kịch bản được tạo ra trong hoặc đưa vào Adobe Story,sau đó thông qua  Adobe OnLocation để chụp cảnh quay và đính kèm bất kỳ dữ liệu từ các kịch bản đến cảnh quay đó. Cuối cùng, trong Premiere Pro, nhận dạng tiếng nói có thể kết nối âm thanh đến đối thoại từ kịch bản trong dữ liệu. Clip có thể được tìm kiếm dựa trên cuộc đối thoại của họ trong Premiere Pro, và có thể được gửi đến Adobe Encore để làm cho tìm kiếm web DVDS. Adobe Prelude thay thế OnLocation trong phiên bản CS6 trở trên.
Khác
Có khác hợp chức năng chẳng hạn như chỉnh sửa  trong Adobe Audition, Dynamic Link đến Encore, và Reveal trong Adobe Bridge.

## Lợi thế hơn Premiere Elements
Một mục cấp phiên bản Adobe Premiere Elements nhằm vào người dùng trên Windows và MacOS. Với Premiere Pro nhằm mục đích thị trường chuyên nghiệp, nó có lợi thế hơn Premiere Elements bao gồm nhiều chuỗi hỗ trợ, vẽ chiều sâu, rendering, time remapping, scopes, color correction to, advanced audio mixer interface và bezier keyframing. Premiere Procũng có Encore, cho phức tạp hơn DVD và Blu-ray Disc quyền lựa chọn, và OnLocation cho trực tiếp-để-đĩa ghi âm. Encore đã ngưng với việc phát hành của Adobe Creative Cloud

## Lịch sử phát hành
| Phiên bản                                              | nền tảng        | Ngày phát hành           | cập nhật mới | Tên code |
| ------------------------------------------------------ | --------------- | ------------------------ | --- | -------- |
| Adobe Premiere 1.0                                     | Mac             | December 1991            | - First release of Premiere - QuickTime multimedia and VideoSpigot format support - PICT image support - Supported up to 160 x 120 pixels movie creation - Supported 8-bit audio - Supported output to video tape | Demon    |
| Adobe Premiere 2.0                                     | Mac             | September 1992           | - QuickTime video and audio capture support - Title creation - Title, Sequence, and Construction windows - Slow/fast motion support - 5 audio and 41 movie/still-image filters - 49 special effects - 16-bit, 44 kHz audio support - Filmstrip file format introduced - Numbered PICT sequence support - EDL support - Illustrator text import - SMPTE timecode support                                                                              |          |
| Adobe Premiere 3.0                                     | Mac             | August 1993              | - 99 stereo audio tracks - 97 video tracks - Video waveform monitor - Sub-pixel motion and field rendering - Batch digitizing - Full framerate preview from disk - Enhanced title window |          |
| Adobe Premiere 1.0                                     | Windows         | September 1993           | - First release of Premiere application for Windows platform - 24-bit AVI and QuickTime video format support - Autodesk Animator file support - AVI, AIFF, and WAV audio format support - Still image support (Photoshop, BMP, DIB, PCX, PICT, PCX, and TIFF formats) - Two video tracks, three audio tracks, and one transition and superimpose track - No EDL, titling, and motion and device control available in then current Mac (v3.0) release |          |
| Adobe Premiere 1.1                                     | Windows         | February 1994            | - AdobeCap video capture module - Expanded graphics and audio file support - TARGA and ADPCM file support - Image sequence import support |          |
| Adobe Premiere 4.0                                     | Mac             | July 1994                | - Support for 97 superimposition tracks plus two A/B tracks - Trim window - Dynamic previewing - Custom filter and transition creation - Time variable filters - Batch capture - Time-lapse capture - NTSC 29.97 frame rate support | Zambini  |
| Adobe Premiere 4.0                                     | Windows         | December 1994            | - Adobe moves Windows platform release of Premiere directly from v1.1 to v4.0 - Premiere 4.0 for Windows matches capabilities of Premiere 4.0 for Macintosh |          |
| Adobe Premiere 4.2                                     | Mac             | October 1995             | - CD-ROM Movie Maker Plug-in - Data rate analysis tool - Power Macintosh-native Sound Manager 3.1 | TopGun   |
| Adobe Premiere 4.2                                     | Windows         | April 1996               | - 32-bit architecture - Long File Names support - Background compiling - Batch movie maker - 4K output support - Right-mouse button support - Uninstaller utility |          |
| Adobe Premiere 4.2 for Silicon Graphics                | UNIX/SGI        | July 1997                | - SGI O2 platform exclusive release - IRIX 6.3 integration - OpenGL accelerated versions of transition and special effects plug-ins - Platform-specific plug-ins by Silicon Graphics for combining 3D and video content | Primo    |
| Adobe Premiere 5.0                                     | Windows and Mac | May 1998                 | - Source/Program editing - Title window editor - Keyframeable audio and video filters - Collapsible tracks - Up to three hour project length support | Mustang  |
| Adobe Premiere 5.1                                     | Windows and Mac | October 1998             | - QuickTime 3.0 support - DPS Perception support - Preview to RAM - "Smart" Preview file Timeline export - Multi-threaded, dual processor support |          |
| Adobe Premiere 6.0                                     | Windows and Mac | January 2001             | - Support for web video and DV formats - OHCI support - Title editor - Storyboard - Audio mixer - Timeline video track keyframes | Jukebox  |
| Adobe Premiere 6.5                                     | Windows and Mac | August 2002              | - Real-time preview - Adobe Title Designer - Exporting to DVD as MPEG-2 | Rockford |
| Premiere Pro 1.0 (Premiere Pro CS, Adobe Premiere 7.0) | Windows and Mac | ngày 21 tháng 8 năm 2003 | - Full rewrite of code - Deep nest of timelines - New Color Correctors - Sample level audio editing - Audio effects on tracks - 5.1 Audio - VST Audio - Initial AAF Support - Editable keyboard shortcuts - Adobe Media Encoder | Columbo  |
| Premiere 7.5 / Premiere Pro 1.5 / CS1                  |                 | April, 2004              | | Starsky  |
| Premiere 8.0 / Premiere Pro 2.0 / CS2                  |                 | 2005                     | | Stingray |
| Premiere Pro CS3                                       | Windows and Mac | 2007                     | | Buffy    |
| Premiere Pro CS4                                       | Windows and Mac | 2008                     | | Ironside |
| Premiere Pro CS5                                       | Windows and Mac | 2010                     | | Scully   |
| Premiere Pro CS5.5                                     | Windows and Mac | 2011                     | | Mulder   |
| Premiere Pro CS6                                       | Windows and Mac | 2012                     | |          |
| Premiere Pro CC 2013                                   | Windows and Mac | 2013                     | |          |
| Premiere Pro CC 2014                                   | Windows and Mac | 2014                     | |          |
| Premiere Pro CC 2015                                   | Windows and Mac | 2015                     | |          |
| Premiere Pro CC 2016                                   | Windows and Mac | 2016                     | |          |
| Premiere Pro CC 2017                                   | Windows and Mac | 2017                     | |          |
| Premiere Pro CC 2018                                   | Windows and Mac | 2018                     | |          |
| Premiere Pro CC 2019                                   | Windows and Mac | 2019                     | |          |
| Premiere Pro CC 2020                                   | Windows and Mac | 2020                     | |          |

## Phim được chỉnh sửa bằng Adobe Premiere Pro
- 13 (by Burton Snowboards)[38]
- A Liar's Autobiography[39]
- Captain Abu Raed
- Deadpool[40]
- Dust to Glory[41]
- Gone Girl[42]
- Monsters
- TimeScapes[43]
- Red Obsession[44]
- Sharknado 2: The Second One[45]
- Staten Island Summer[46]
- Superman Returns (for the video capture process)[47]
- The Social Network (only conforming)[48]
- Ticket to Ride (by Warren Miller Entertainment)[49]
- Waiting for Lightning[50]
- Wayland's Song[51]
- We Will Part[52]
- World War II from Space[53]
- Hugo (Except VFX work)[54]
- The Tourist [cần dẫn nguồn]
- Act of Valor[55]
- Avatar (daily and basic edits in conjunction with Avid)[56]
- Thunderbirds Are Go[57]
- Ticket to Ride (by Warren Miller Entertainment)
- TimeScapes
- Waiting for Lightning
- Wayland's Song
- We Will Part
- World War II from Space
- Nancy

## Tương tự
- Adobe Premiere Elements
- Adobe Premiere Express
- Adobe Creative Suite
- Creative Cloud controversy
- List of video editing software
- Comparison of video editing software

## Đường dẫn bên ngoài
- Website chính thức